# Geheimes Magieaufsichtsamt
Geheimes Magieaufsichtsamt ist ein russisch-amerikanischer 3D-Animationsfilm von Alexei Zizilin, der am 18. März 2021 in Russland durch Sony Pictures Productions and Releasing (SPRR) und am 25. März weltweit via Netflix angelaufen ist. Die Handlung des Films basiert lose auf Hänsel und Gretel, einer Geschichte der Brüder Grimm. Der Film wurde produziert von Wizart Animation, CTB Film Company und QED International.

## Handlung
In einem Fantasy-Königreich, in dem Meerjungfrauen, Hexen und Zauberer existieren, wird jede Magie vom Geheimen Magieaufsichtsamt reguliert. Einige Tage vor dem Geburtstag des Königs wird sein Essen mit schwarzer Magie verzaubert, woraufhin das Essen auf magische Weise zum Leben erwacht und den Herrscher entführt. Um den Rest des Königreichs vor Panik und Chaos zu schützen, verpflichten sich die königlichen Wachen, die Entführung geheim zuhalten und beantragen die Dienste des Geheimdienstes – dem Geheimen Magieaufsichtsamt (GMAA).
Das Geheime Magieaufsichtsamt beauftragt Agent Gretel, einem Zirkusdirektor zu folgen. Als Gretel entdeckt, dass er magische Kreaturen entführt hat, bringt sie ihn vom Weg ab. Sie befreit die Kreaturen und erhält eine spezielle Halskette von einer Meerjungfrau und eine Feder von einem Phönix. Nach diesem Einsatz wird sie von der Leiterin des GMAA, Agent Stiefmutter, angewiesen zusammen mit Hänsel, Gretels durchtriebenen Bruder, den König zu finden. Im Amt hofft man, dass Hänsel seine magischen und auch kriminellen Fähigkeiten einsetzen wird, um den König zu finden. Aber Hänsel ist eigentlich nur ein hinterhältiger Betrüger ohne echte magische Fähigkeiten. Beide erhalten von Agent Stiefmutter spezielle Spionagegeräte für ihre Mission.
Die Spione erfahren, dass eine örtliche Konditorei einen geheimen Raum hinter einem Kamin hat, der ein Arbeitsplatz für lebende Backwaren ist, einschließlich eines Kekses in Form eines großen Hundes, der den Eingang bewacht. Außerdem entdeckt Gretel einen Zaubertränkeraum in der Speisekammer, einschließlich eines Bechers mit verzaubertem Vanilleextrakt. Hänsel und Gretel werden in Kinder verwandelt und von einem hundeförmigen Keks in die Speisekammer gejagt. Als sie den Trank fallen lassen, verursacht das eine Explosion, die alle Lebewesen in dem Explosionsradius in Kinder verwandelt.
Da das GMAA nicht glaubt, dass die Kinder Hänsel und Gretel sind, bekommen sie von dort keine Hilfe. Die Geschwister beschließen, diese Mission selbst zu lösen und Hänsel bringt den Keks-Hund mit. Er wollte nicht, dass er als Streuner verletzt wurde. Sie suchen Hilfe bei Baba Jaga, einer Hexe, die angeblich Kinder essen soll. Die Geschwister erfahren, dass der verzauberte Vanilleextrakt aus einem Sumpf stammt, in dem die Seehexe lebt. Nachdem sie bei Baba Yaga ein Gegenmittel gefunden haben, finden sie ihren Weg in die Sumpfgebiete, die sich als paradiesisches Reich für Meerjungfrauen herausstellen. Die Seehexe, Königin der Meerjungfrauen, verwechselt das Trio jedoch mit den Spionen Ilvira, der Hexe des Lebkuchenhauses, und dem ehemaligen Küchenchef des Königs. Sie werden davor bewahrt, in Fische verwandelt zu werden, als ihre Tochter Gretel als diejenige erkennt, die sie aus der Zirkusgefangenschaft gerettet hat.
Hänsel und Gretel entdecken, dass auch die Meerjungfrauen Keksgefangene haben, wie die Konditorei, allerdings sprechen die hier nur Kauderwelsch. Umgehend lässt Gretel die Kekse frei und hofft durch sie herauszufinden, wo sich Ilvira befindet. Nachdem Hänsel und Gretel eine Begegnung mit einem riesigen Donut überlebt haben, entdecken sie Ilviras Versteck, wo sie den entführten König untergebracht hat. Ilvaira ist es bereits gelungen, den König mit Keksen zu füttern, die mit einem Liebestrank angereichert sind, um ihn zu zwingen, sie zu heiraten und sie so zu seiner Königin zu machen. Ilvaira nimmt die Kinder gefangen und sperrt sie in einen kuchenartigen Ofen, der sie in Süßigkeiten verwandeln soll. Anfangs streiten sich Hänsel und Gretel hier nur über ihre familiären Probleme, sprechen sich am Ende aber aus. Miteinander versöhnt entkommen sie dem Ofen. 
Die Geschwister machen sich auf einer Drachenstatue auf den Weg zur Hochzeit. Sie folgen den Leuchtfeuern, die Hänsel auf ihrer Reise zurückgelassen hat. Gretel schafft es, dem König ein Gegenmittel zu geben, dass sie aus der Phönixfeder zubereitet hat. Aber die Ehe wird besiegelt, denn alle Anwesenden stehen unter Ilviras Kontrolle, nachdem auch sie die mit Liebestrunk versetzten Kekse gegessen haben. Gretel will das Gegenmittel in Ilviras Keksmaschine gießen, aber Ilvira kann das verhindern und schiebt stattdessen die Kinder in den Teig, um aus ihnen Kekse zu backen. Unter Verwendung eines Gadgets vom GMAA, das Hänsel aus der Agentur gestohlen hatte, schaffen es beide der Keksmaschine zu entkommen und das Gegenmittel zu retten. Als sie im Tumult Ilvira in den Keksteig fallen lassen, wird sie in die Luft geschleudert und landet auf einem Pfannkuchen, der zuvor Hänsel und Gretel angegriffen hat. Am Königshof entbrennt inzwischen ein Kampf um das Schicksal der Regierung. Gretel aktiviert den ihr vom GMAA übergebenen Elektrolaser, der die vorrückenden Lebkuchensoldaten aufhält.
Nachdem Gretel den König und das Königreich vor Ilviras kulinarischer schwarzer Magie gerettet hat, wird ihr der Titel „Bester Agent“ verliehen und Hänsel erhält eine offizielle Lizenz zur Anwendung von Magie. Hänsel lehnt dies ab, weil er gar keine magische Fähigkeiten besitzt. Gretel beschließt, bei allen zukünftigen Missionen mit ihrem Bruder zusammenzuarbeiten. Die nächste wartet schon, denn laut Agent Stiefmutter wurde Rotkäppchen im Wald gesichtet, die es zu beschützen gilt.
Die Brüder Grimm werden von der Agentur beauftragt, eine Geschichte zu schreiben, die davon handelt wie es zwei Geschwistern gelingt, eine „Gebäckhexe“ zu bekämpfen. Ein entführter König dürfe dabei aber nicht erwähnt werden.

## Synchronisation
| Rolle                  | Originalsprecher              | Deutscher Sprecher |
| ---------------------- | ----------------------------- | ------------------ |
| Gretel                 | Sylvana Joyce (Erwachsene)    | Sonja Spuhl        |
| Gretel                 | Courtney Shaw (Kind)          | Johanna Schmoll    |
| Hänsel                 | Nicholas Corda (Erwachsene)   | Sebastian Schulz   |
| Hänsel                 | Alyson Leigh Rosenfeld (Kind) | Isabella Vinet     |
| Ilvira                 | Erica Schroeder               | Ulrike Stürzbecher |
| König / Zirkusarbeiter | Marc Thompson                 | Lutz Schnell       |
| Agent Stiefmutter      | Georgette Reilly              | Karin Buchholz     |
| Agentin Stiefschwester | Johanna Elmina Moise          | Felicitas Bauer    |
| Premierminister        | Mike Pollock                  | Sven Brieger       |
| Baba Yaga              | Mary O’Brady                  | Peggy Sander       |
| Meerjungfrauenkönigin  | Alyson Leigh Rosenfeld        | Lisa May-Mitsching |

## Konzept

### Animationsfilm
Im Rahmen der Adaptionen des Ausgangsmaterials Hänsel und Gretel adaptieren die Macher des Films ein animiertes Märchen von Bruder Grimm aus dem Jahr 2021. Sie wählten das Lebkuchenhausmärchen Hänsel und Gretel als Mittelpunkt für ihr Drehbuch, das auf einem Animationsfilm basiert.
Die animierte Version ist jedoch nicht auf Handlungskollisionen, Orte und Charaktere aus der ursprünglichen literarischen Quelle beschränkt. Die Figuren Hänsel und Gretel im Film werden viel aktiver sein als im Märchen, die an Comic-Situationen teilnehmen werden. Die Macher des Films gaben an, dass die Produktion auf drei Komponenten basieren wird – einer unterhaltsamen Geschichte für alle Zuschauer, qualitativ hochwertigen Animationen sowie gut produzierten visuellen Effekten und Hintergründen. Sie stellten fest, dass das Märchen von Hänsel und Gretel elterliche Eigenschaften hat, die mit der Geschichte verbunden sind, die sich um die Geschwister Hänsel und Gretel dreht. Das Hauptpublikum des Films wird die Familie sein.
Die Macher des Films akzeptierten, dass die ursprüngliche Geschichte Elemente des Grauens enthält. Sie haben die archetypische Horrorgeschichte so nacherzählt, dass sie das gesamte Publikum ansprechen kann, indem sie Elemente der Komödie hinzufügt.
Regisseur Alexei Zizilin bemerkte, dass der Film kein Remake sein wird: „Wir wollten nicht remake, sondern umdenken. Lassen Sie die Logik der Erzählung und reihen Sie einige zusätzliche Details an. Die Geschichte beginnt mit neuen Farben zu spielen, es wird anders, aber Gleichzeitig merkt man, dass es alles das gleiche ist wie Hänsel und Gretel.“

## Produktion

### Anpassungen von Ausgangsmaterial
Die in Grimms Märchen (1812) zusammengestellte Märchensammlung der deutschen Folkloristen Brüder Grimm hat die Weltkultur beeinflusst. Nach Angaben der Macher des Films wurden Hänsel und Gretel seit über zwei Jahrhunderten in vielen Ländern wie Südkorea, Japan, Deutschland und den USA zu Spielfilmen adaptiert.
Die erste Adaption fand in Deutschland durch den Opernkomponisten Engelbert Humperdinck statt, der sich entschied, eine Reihe unterhaltsamer Verse in eine vollständige Oper, Hänsel und Gretel, umzuwandeln, die am 23. Dezember 1893 im Deutschen Reich aufgeführt wurde. Die Musik war im Stil deutscher Volkslieder. Die Oper wurde geschrieben, um den Humor und die Komödie hinter Grimms Märchen aufzudecken.
1954 wurden drei märchenhafte Filme in den USA, in Deutschland und in Westdeutschland veröffentlicht. Die US-Version Hansel and Gretel: An Opera Fantasy war der erste Nicht-Disney-Animationsfilm des Landes, der von RKO Pictures produziert und im Maschinenzeitalter als Technicolor-Produktion rezensiert wurde.
Im selben Jahr veröffentlichte Deutschland Hänsel und Gretel unter der Regie von Walter Janssen. Der Film wurde aus einer Rezension an der Universität Düsseldorf als eine Nachkriegsinterpretation des Märchens beschrieben, die für alle Zuschauer geeignet ist. In Westdeutschland veröffentlichte Fritz Genschow Hänsel und Gretel, eine Familienfilminterpretation des Märchens. Der Film wurde restauriert und in englischer Sprache veröffentlicht. Eine Filmkritik ergab, dass der Film komplett im Freien im Schwarzwald gedreht wurde. Es gilt als einer der besten Märchenfilme Deutschlands, nachdem die Geschwister in Dörfern aus dem Weltkrieg auf Schatzsuche waren. Die erste Live-Action-Produktion von Regisseur Tim Burton war Hansel and Gretel, die verloren ging, seit sie 1983 nur einmal im Disney Channel gezeigt wurde.

### Entwicklung
Im Jahr 2018 enthüllte der Pressedienst von Wizart Animation Pläne für einen Hänsel- und Gretel-Film. Kurz darauf schloss er in der Person von Yuri Moskvin einen Vertrag mit dem US-amerikanischen Filmproduktionsstudio QED International (bekannt für District 9 und Kooperationen mit Schauspielern wie Arnold Schwarzenegger), um die Aussichten auf ein internationales Vertriebsabkommen kreativ zu stärken.
Der Deal ist für eine qualitativ hochwertige Distribution gedacht, wie Sasha Shapiro von QED erklärte: „Wir haben sowohl nach Investitionsmöglichkeiten als auch nach kreativer Expansion innerhalb des Familien- / Kindergenres gesucht und ich glaube, dass Wizart über das notwendige Potenzial verfügt, das wir gesucht haben.“ Die Zusammenarbeit ist das erste Mal, dass Wizart Animation in den amerikanischen Filmmarkt eintritt. Am 6. November 2019 enthüllte der American Film Market das exklusive Poster und die ersten Platten für den Film.
Der Film wurde auf dem Toronto International Film Festival im September 2019 vorgestellt, dann am 13. Oktober 2019 auf der MIPCOM Junior in Cannes, präsentiert von Evgenia Markova, auf der EFM 2020 in Berlin und auf dem Miami Kidscreen Summit 2020.

### Drehbuchschreiben
Die Adaption wurde erstellt, um die Märchen der Brüder Grimm als Vorbild zu verwenden. Das Drehbuch befand sich jahrelang in der Entwicklung. Die Drehbuchautoren fanden, dass die Anpassung des klassischen europäischen Märchens schwierig war, da es nur zwei Einstellungen hatte: ein Lebkuchenhaus und einen dichten Wald.
Die Gelegenheit war jedoch eine der kreativen Herausforderungen für das Schreibteam, das sich auf über 57 Skriptvarianten stützte, als die Autoren das Konzept der Superagentenschule erkundeten, an der sich Hänsel und Gretel einschreiben. Mit dem endgültigen Drehbuch wurde die Idee eines Spionagefilms mit Superagenten abgeschlossen. Eine der Möglichkeiten, wie die Autoren auf Ideen kamen, bestand darin, echte Missionen zu erfüllen, damit sie „in den Schuhen“ der Charaktere sein konnten.
Die Drehbuchautoren konzentrierten sich auf die Charakterentwicklung. In der endgültigen Version des Skripts werden die Hauptfiguren zu Kindern. Das Konzept ermöglichte es ihnen, einige der dunkleren Untertöne im Märchen der Brüder Grimm vollständig in ein geeignetes Szenario umzuwandeln. Der Film betonte die Detektivkomponente und drehte die Geschichte um die Haupteinstellung der Geschichte, die Geheimes Magieaufsichtsamt. Die Drehbuchautoren besprachen Filme aus der James Bond, Serie KingsmanThemen, sowie den Spionagefilm The Diamond Arm aus der Sowjetunion von 1968.
Die Autoren wollten die Hauptfiguren Hänsel, Gretel und das Lebkuchenhaus intakt halten, während sie den magischen Wald und die Umgebung erweiterten. Die Idee, eine Geheimagentur für die Kontrolle der Magie zu gründen, hat neue Wege für die Filmproduktion eröffnet. Das Drehbuch verwandelte sich in eine globale Geschichte mit Verweisen auf Elemente aus anderen Kulturen, darunter Baba Jaga, der antagonistische Charakter der Fantasy-Großmutter aus der slawischen Mythologie, Prinzessin Frog, Meerjungfrauen und eine ganze Reihe magischer Artefakte aus verschiedenen Geschichten. Die antike slawische Lebkuchen-Mythologie Kolobok wurde zu einer Hauptfigur des Films. Das Innendesign der Geheimes Magieaufsichtsamt wurde von der Architektur von Hogwarts inspiriert.

#### Themen
Fantasy-Elemente wurden kosmopolitisch, als Puschkins Märchen mit westeuropäischer Fantasie kombiniert wurden. Der Handlungskonflikt dreht sich um den Bösewicht Ilvira. Die Autoren erkundeten Elviras Kochkonzept von Liebe und Süßigkeiten mit Keksen, Cupcakes und Süßigkeiten. Das Konzept eines Größenwahnsinnigen, dessen Kochen von Keksen und Cupcakes eine Bedrohung für die Regierung darstellt, wurde 1917 in der These von Vladimir Lenin erklärt. Während der Sowjetunion stellte der Politikwissenschaftler die Hypothese auf, was in einem Szenario passieren würde, in dem der Küchenchef die Kontrolle über die Regierung übernimmt: „Jeder Koch muss lernen, mit dem Staat umzugehen.“ Durch das Prisma von Komödie und Drama erklärten die Autoren die archaische These in einem lustigen Drehbuch über bürokratische Intrigen und die damit verbundenen kulinarischen Machtkämpfe. Der Bösewicht Ilvira wurde die Köchin der These, die zu einer Karikatur der amerikanischen Schauspielerin Marilyn Monroe aus den 1960er Jahren verfeinert wurde.
Die im Film behandelten Themen umfassen familiäre Beziehungen, ihre Bedeutung und vor allem die familiäre Bindung zwischen Geschwistern, auch wenn sie manchmal nicht miteinander vereinbar sind, wie im Fall von Bruder und Schwester Hänsel und Gretel. Eines der Hauptthemen des ursprünglichen Märchens von Hänsel und Gretel ist das Konzept der Geschwisterloyalität. Die Brüder Grimm beschrieben, wie Geschwister, die von Armut und Verlust der Eltern betroffen waren, zu Vertrauen und Loyalität zueinander heranwuchsen. Der Film untersucht das Konzept der Verwandtschaft. Das Konzept wird beschrieben, wenn die Superagentenschwester Gretel und der Schurkenbruder Hänsel eine gemeinsame Grundlage finden müssen, um den König zu retten, indem sie ihre Geschwisterloyalität geltend machen.

### Animation
Die Animationsqualität des Films wurde als innovativ und auf fortgeschrittenem Niveau bezeichnet. Die Animation übersetzte die Storyboards, die zuerst mit Bleistift gezeichnet wurden in 3D. Es wurde festgestellt, dass mehr als 60,000 Frames synchron zur Musik gezeichnet wurden. Die Folgen wurden mehr als dreißig Mal geändert. Über fünfzehn Abteilungen arbeiteten an der Folie und jedes Bild bewegte sich nach dem Prinzip eines Förderbandsystems. Die Computerfarmspezifikation des Studios für den Film soll 3000 Prozessorkerne sein. Der Film war ein Spielveränderer für das Animationsstudio, da er Russlands erster dreidimensionaler Animationsfilm sein soll, der mit dem speziellen 3D-Beleuchtungseditor des Studios erstellt wurde. Das Studio verwendete alle verfügbaren Werkzeuge, um die Charaktertiefe der letzten Episoden auf dem königlichen Platz auf etwa 1200 Charaktere zu erhöhen.
Die Animation des Films wurde maßgeblich von Werken prominenter Künstler beeinflusst. Das Lebkuchenhaus basiert auf der Arbeit des spanischen Architekten Antoni Gaudí. Die Animatoren wurden von der Fähigkeit des Regisseurs Tim Burton beeinflusst, Horrorelemente in charmante Charaktere zu verwandeln, die in Filmen wie dem Stop-Motion-Animationsfilm Corpse Bride zu sehen sind. Der Film basiert auf einem neuen Animations-Spezialeffektsystem, das das Animationsstudio selbst entwickelt hat. Das System basiert auf der eigenen Pipeline des Studios. Die Grafiktechnologie wird neue Spezialeffekte sowie Gesichts- und Skelett-Setups nutzen, die sie in Zukunft mit anderen unabhängigen Studios teilen möchten.

### Musik
Die Partitur für Geheimes Magieaufsichtsamt wurde von Gabriel Hays komponiert. Der Komponist bemerkte, dass das Schreiben von Musik für die Genres Spion und Fantasie mehr Nachdenken erforderte, da die Musik sich gegenseitig kontrastieren würde. Außerdem ist dieser Bereich der Musik im Allgemeinen unerforscht. Mit den klassischen Figuren „Spaß, Laune und Herz“ Hänsel und Gretel als Vorlage konnte die Musik die Fantasie mit dem Spionagenre verbinden. Der Komponist Gabriel Hays bemerkte, dass die kreative Komponente der Partitur mit ersten Auszügen aus Klavieraufnahmen begann. Danach wurden drei Hauptmerkmale für den Film geschaffen, darunter die „Secret Magic Control Agency“, die die ideale Darstellung des Konzepts der Verschmelzung von Spionage- und Fantasy-Elementen wurde. Die anderen Hauptstichwörter waren „Back at the SMCA“ und „Here's Looking at You Not Kid“, in denen das letztere Stichwort eine eindrucksvolle Symphonie ist, die die Charaktere beschreibt, die Hänsel und Gretel in ihre ursprüngliche Form zurückverwandeln.

## Verteilung

### Theater und Streaming
Die Veröffentlichung des Märchenanimationsfilms Geheimes Magieaufsichtsamt wurde am 27. Januar 2021 vom Pressedienst von Sony Pictures Releasing bestätigt. Die Presse betonte, dass das Publikum in der Lage sein wird, einen neuen Blick auf das klassische Märchen der Brüder Grimm zu werfen. Der Fantasy-Spionagefilm wird Spionage zeigen, die von der Geheimes Magieaufsichtsamt entworfen wurde. Der Film erklärt die Auswirkungen von Betrug und das Konzept des Gentleman-Diebes, das von der Figur Hänsel entworfen wurde. Der Charakter Gretel wird als führender Spion der Geheimes Magieaufsichtsamt beschrieben.
Die Geheimes Magieaufsichtsamt wurde am 18. März 2021 in Russland durch Sony Pictures Productions and Releasing veröffentlicht. Netflix erwarb 2019 die weltweiten Rechte an dem Film. Das Netflix-Team bewarb und lokalisierte den Film für den internationalen Vertrieb. Am 25. März 2021 wurde der Film unter der Marke Netflix Original veröffentlicht.

## Rezeption

### Streaming-Analyse
Laut dem Streaming-Aggregator FlixPatrol lag der Film in der ersten Veröffentlichungswoche an der Spitze der globalen Zuschauer-Charts der Streaming-Plattform Netflix. Am 27. März 2021, wenige Tage nachdem der Film in Netflix gestreamt wurde, ging er in die Top Ten der Charts weltweit. Der Film wurde zum zweitbeliebtesten Film in Netflix, da er die Bewertungen von Hollywood und weltweiten Blockbustern wie Fast & Furious: Hobbs & Shaw überwand und umging. In den USA wurde der Film Hänsel und Gretel zum drittbeliebtesten Film in der Sektion Filme und zum sechsten Gesamtrang. In Deutschland erreichte der Film den dritten und den zehnten Gesamtrang.
Am 28. März 2021 belegte die Geheimes Magieaufsichtsamt weltweit den zweiten Platz in der Rangliste. In den USA, wo es veröffentlicht wurde, stieg es auf den zweitbeliebtesten Film in der Filmsektion und auf den vierten Platz insgesamt. Der Film behielt seine frühere Führung in den skandinavischen Ländern und in Griechenland bei, während der Film in Frankreich die Spitzenposition einnahm. Zuvor auf dem zweiten Platz gelang es dem Film, viele Filme für den besten Film in der Filmsektion und das obere Drittel insgesamt zu umgehen. In Deutschland stand der Film weiterhin an zweiter Stelle. Der Film erreichte auch in Polen und Brasilien Spitzenpositionen.
Laut einem IndieWire-Bericht erreichte der Film in Netflix bis zum 29. März 2021 Platz 2 in der Rangliste. In den USA waren die Streaming-Rankings dieselben wie am Vortag. In Frankreich behauptete der Film weiterhin den ersten Platz in der Filmsektion und den dritten Gesamtrang. Am 30. März 2021 wurde der Film weltweit Zweiter. Am 30. März 2021 wurde der Film Zweiter der Welt. In den Niederlanden startete der Film De Geheime Dienst voor Magie Ende März vom dritten Platz in der Rangliste auf den ersten Platz am 2. April 2021.
Das Geheimes Magieaufsichtsamt hat ab März seinen eigenen Rekord bei Netflix gebrochen, als es im April eröffnet wurde. Der Film schaffte es zwei Tage lang, der bestbewertete Film auf der Netflix-Plattform zu werden. Danach, nach der Veröffentlichung von Sky High (2020), fiel die Rangliste auf den zweiten Platz in der Rangliste.
Der Film wurde in Mexiko und Frankreich ausführlich behandelt. In der ersten Woche der Veröffentlichung ist der Film in Mexiko einer der meistgesehenen Filme. Der Film war Teil der Top Ten im spanischen Netflix-Katalog. Laut FlixPatrol war der Film in der ersten Veröffentlichungswoche fünf Tage hintereinander in Frankreich der meistgesehene in Netflix. In dem Bericht von EcranLarge aus Frankreich heißt es: „Hansel and Gretel, Secret Agents, entwickeln sich zu einem weiteren erfolgreichen Cartoon auf Netflix, der seit dem 25. März verfügbar ist.“ Auf den Philippinen und in Griechenland war der Film Teil der Zusammenstellung empfohlener Shows, die in Netflix zu sehen sind. In der zweiten Aprilwoche gehört der Film in bestimmten Ländern weiterhin zu den Top Ten der Netflix-Rangliste. Der Film könnte 2021 zu einem der 25 beliebtesten Filme in Netflix werden, dessen Gesamtpunktzahl nun bei 67 liegt.

### Kritik
In einer anbieterübergreifenden Vorschau über die „März-Highlights“ im Streaming schrieb Christian Thomann-Busse für das ZDF: „Man könnte annehmen, dass da jemand altbekannten Märchenstoff einmal komplett umkrempelt. Könnte lustig werden.“ Film-rezensionen Filmkritik von Oliver Armknecht bemerkte der Film ist „knallbuntes Abenteuer. Dazu gibt es jede Menge Humor. Tatsächlich hat der Film wenig Sinn für das Märchenhafte an sich“ von der Märchens von Bruder Grimm. Die „Mix der verschiedensten Themen und Figuren“, die für die jungen Zuschauer ein unterhaltsamer Faktor sein sollte, konnte jedoch keinen überzeugenden Handlungsbogen ergeben: „so als hätte man hier schon einmal geprobt, das serielle Erzählen der anderen Reihen in nur einen Film zu packen.“ Robledo Milani Kinobewertungen für in Papo de Cinema Brasilien bemerkten auch, dass der Film einfach wie ein „Pilot einer Serie“ war, der keine Zeit für weitere Erklärungen hatte. Der Pluspunkt des Films wurde jedoch „die Fähigkeit der Erzählung, sich neu zu erfinden und bietet mit jeder Drehung neue Parameter.“ Lenka Vosyková schrieb für eine Filmkritik in Červený Koberec „Das klassische Volksmärchen der Brüder Grimm wurde erneut weiterverarbeitet. Inzwischen sind Jeníček und Mařenka erwachsen geworden und haben sich neuen Trends angepasst. Das Thema zweier verlassener Waisenkinder kann immer noch Kinder und teilweise einige Erwachsene verzaubern. Obwohl ihre Geschichte geändert wird, um sie aktueller zu machen. Die Action-Sequenzen wechseln sich mit den emotionaleren ab und dem Betrachter werden ständig unsichtbare Wahrnehmungen angeboten.“
Die italienische Tageszeitung Corriere della Sera stellt fest, dass das deutsche Märchen Hänsel und Gretel in der heutigen Zeit „vom Kino im Namen eines Gothic-Thriller-Stils ausgenutzt“ wurden. Für Geheimes Magieaufsichtsamt werden Hänsel und Gretel jedoch zu einer Art James-Bond-Agenten mit Harry-Potter-Atmosphäre: „007s arbeiten für Mutter-Stiefmutter mit zurückgekämmten Haaren und haben einen Harry-Potter-Look (und verwandte und verwandte Sagen), während sie ihre anspruchsvollste Mission mit elastischem Eifer ausführen: Magie dribbeln und Schläger besiegen, um einen König, der in der Luft verschwunden ist, zu bergen.“